# Matilda av Brabant
Matilda (Mechtild) av Brabant, född 1200, död 1267, var grevinna av Holland 1222–1234 som gift med greve Floris IV av Holland. Hon var regent som förmyndare för sin son Vilhelm II av Holland 1234–1235.